# Elezioni presidenziali nelle Comore del 2010
Le elezioni presidenziali nelle Comore del 2010 si tennero il 7 novembre (primo turno) e il 26 dicembre (secondo turno).
Il primo turno ebbe luogo esclusivamente nella circoscrizione di Mohéli, essendo la presidenza attribuita secondo un meccanismo di rotazione con le altre circoscrizioni (Anjouan e Grande Comore).

## Risultati
| Candidati               | Partiti      | I turno | I turno | II turno | II turno |
| Candidati               | Partiti      | Voti    | %       | Voti     | %        |
| ----------------------- | ------------ | ------- | ------- | -------- | -------- |
| Ikililou Dhoinine       | Indipendente | 3 785   | 28,19   | 106 890  | 60,91    |
| Mohamed Said Fazul      | Indipendente | 3 080   | 22,94   | 57 587   | 32,81    |
| Abdou Djabir            | Indipendente | 1 327   | 9,88    | 11 018   | 6,28     |
| Bianrifi Tarmidhi       | Indipendente | 1 250   | 9,31    |          |          |
| Saïd Dhoifir Bounou     | Indipendente | 1 154   | 8,59    |          |          |
| Hamada Madi Bolero      | Indipendente | 1 060   | 7,89    |          |          |
| Mohamed Larifou Oukacha | Indipendente | 977     | 7,28    |          |          |
| Mohamed Hassanaly       | Indipendente | 523     | 3,90    |          |          |
| Abdoulhakim Ben Allaoui | Indipendente | 208     | 1,55    |          |          |
| Zahariat Said Ahmed     | Indipendente | 63      | 0,47    |          |          |
| Totale                  | Totale       | 13 427  | 100     | 175 495  | 100      |